# 瓷板画
瓷版画，又称瓷画，一种以白胎瓷为材料进行绘画创作的艺术，流行、兴盛于江西南昌地区。在瓷器上作画，明清时期已有出现。民国时，南昌瓷庄商人梁兑石师从邓壁珊、王琦，开拓并发展了瓷版画。随后瓷版画逐渐在南昌城流行开来，虽然间或因战乱等原因，画师流离失所，瓷版画的发展受到了一定阻碍，但100年来，瓷版画仍然得到了有序的传承。2008年，入选第二批国家级非物质文化遗产名录。
另外景德鎮珠山也是瓷版畫另外發源地,江西省美术家协会会员，景德镇市美术家协会会员，昌南书画院专业画师，江西省五一巾帼标兵，现任“景德艺庄”美术创作室主任,她用时三年在香港回归之前的1996年为古董收藏家陳柔蓉公司创作的巨幅瓷版清代宫廷画《清明上河图》，以流畅的线条，准确的人物和景物的刻划，获得了港商的高度评价，使黄丽萍这个陶瓷艺术家的名字进入了香港出版的《景德镇陶瓷人物》一书。

## 传承
- 第一代：邓壁珊（宗师）
- 第二代：王琦（师从邓壁珊）
- 第三代：梁兑石（师从王琦）、梁燮亭（师从梁兑石）
- 第四代：吴月山（师从梁兑石）、邹昆仑（师承梁兑石）、杨知行（师承梁兑石）
- 第五代：杨厚兴（师承吴月山）、徐细奎（师承杨厚兴）、蒋根水（师承杨厚兴）
- 第六代：冯杰（师承杨厚兴）、梁少石（师承梁兑石）、王跃林（师承陈信高、冯杰）、李春敏（师承冯杰）、邹武（师承邹昆仑、陈信高）、王跃祖（师承陈信高、冯杰）、吴江华（师承徐细奎）、武育仑（师承徐细奎、杨厚兴）、杨平（师承杨厚兴）[1]

南昌市文化局根据市政府批准，于二零一零年十月挂牌成立的直属事业单位，是专门开展保护国家非物质文化遗产—南昌瓷板画的专业机构。中心还成立了南昌瓷板画行业协会，同时与各大中院校合作，欲在高校中培养南昌瓷板画“第七代传人”。

## 创作过程
- 以白胎为材
- 勾轮廓
- 彩底子
- 修画
- 烧制加彩

## 特点
- 九宫格瓷上肖像画
- 摄影、油画的效果
- 绘画与烧瓷的结合

## 赠送特区政府
1997年香港回归时，江西省政府为祝贺特区政府成立所赠为一瓷版画作品：紫归牡怀图（张松茂）。